# Кракен (фильм)
«Кракен» — российский научно-фантастический фильм с элементами хоррора, режиссёра Николая Лебедева. В главных ролях Александр Петров, Диана Пожарская, Виктор Добронравов, Антон Риваль и другие. Фильм рассказывает о подводной лодке «Атаман Ермак» с секретным оружием, пропавшей в походе. На поиски отправляют капитана Воронина, который должен найти исчезнувший ракетоносец, одновременно спасаясь от проснувшегося морского чудовища — Кракена. Фильм вышел 17 апреля 2025 года и получил смешанные отзывы от кинокритиков.

## Сюжет
Подводная лодка «Атаман Ермак» под командованием капитана первого ранга Александра Воронина терпит бедствие во время перехода в районе Гренландского моря. Перед крушением один из членов экипажа отмечает активность неизвестной природы: «Дно поднимается», — сообщает он, после чего подводный корабль бесследно исчезает. Командование ВМФ России отправляет для спасательной операции атомную подводную лодку «Заполярье». На пропавшей лодке было секретное оружие, которое теперь необходимо уничтожить любой ценой.
Командует лодкой «Заполярье» капитан второго ранга Виктор Воронин — младший брат Александра Воронина. Их связывают сложные родственные отношения. Вместе с Виктором Ворониным отправляют контр-адмирала Ольшанского, который может взять на себя командование, если Воронин из-за личного характера операции начнёт принимать неверные решения.
Геологические исследования на иностранной полярной станции в северных водах потревожили Кракена — колоссальное чудовище, прячущееся на дне. Кракен пустил ко дну «Атамана Ермака», но часть команды выжила. В районе катастрофы, «Заполярье», взломав лёд, поднимается на поверхность и берёт на борт выживших после ударов по льду Кракена членов иностранной полярной станции: Джулию Браун и Оскара. Чудовище нападает на норвежскую буровую платформу и уничтожает её. Кракен преследует подлодку. Попытка атаковать монстра торпедами, по приказу контр-адмирала, проваливается. Торпедный отсек подлодки оказывается выведен из строя и корабль остаётся безоружным. Однако Виктор Воронин обманывает внимание чудовища, встав в режим тишины и уйдя от погони дрейфуя с течением.
Команда «Заполярья» находит потерпевшую бедствие в районе котловины Нансена лодку на дне. К ней снаряжается спасательный батискаф. Команду удаётся постепенно перевести на борт «Заполярья». Кракена уничтожают вместе с инициированной самоликвидацией секретного оружия на борту. Братья благополучно возвращаются в порт приписки подводной лодки.

## В ролях
- Александр Петров — Виктор Воронин
- Диана Пожарская — Джулия Браун
- Сергей Гармаш — адмирал Белоусов
- Алексей Гуськов — адмирал Ольшанский
- Виктор Добронравов — Александр Воронин
- Антон Риваль — Оскар
- Анна Каменкова — мать Виктора и Александра
- Антон Богданов — Рябов
- Михаил Мещеряков
- Александр Брыкин — Ерыкалов
- Денис Хохрин — Голубев
- Лев Семашков — Зубов
- Роман Дудич — механик
- Михаил Данилюк — Поливцев
- Станислав Демушин — Панов
- Мирослав Душенко — Рощин
- Антон Шокалюк — Иванов
- Юрий Плотников — матрос
- Владислав Хитрик — Мишуков
- Сергей Кемпо — Кошкин
- Алексей Проценко — матрос
- Сергей Бойцов — Митя Механиков
- Николай Козак — вице-адмирал
- Александр Ратников — Татаринов
- Сергей Хачатуров — начальник химической части
- Олег Гаас — командир гидроакустической группы
- Константин Хабенский — голос отца

## Производство
«Кракен» находился в разработке с 2021 года. Производством фильма занималась киностудия «Централ Партнершип». В создании также участвовала студия «ТриТэ» Никиты Михалкова при поддержке телеканала «Россия» и Фонда кино. Натурные съёмки фильма прошли осенью 2023 года и проходили в Североморске, Заозёрске, а затем продолжились в Туле и Москве. В первом варианте сценария фантастического хоррора, события происходили во времена холодной войны. Картина начиналась с противостояния советской и американской подводных лодок. Позже события перенесли в современность. На старте режиссёром фильма планировался Алексей Сидоров, однако он остался в роли сценариста и режиссёрское кресло занял Николай Лебедев.
Тизер фильма был представлен 20 января 2025 года, а официальный трейлер вышел 19 марта 2025 года.

## Отзывы критиков
Юлия Шагельман из издания «Коммерсантъ» охарактеризовала фильм как созданный по голливудским лекалам 1990-х годов и относящийся к жанру «creature feature». По её мнению, «Кракен» оказался наименее идеологизированной из работ студии «ТриТэ» последнего времени, уделяя больше внимания зрелищности и приключенческому элементу. При этом Шагельман отметила редкое появление монстра в кадре, подчеркнув, что сюжет сосредоточен на противостоянии героев, подводных инцидентах и драме. Павел Воронков из «Газета.ru» охарактеризовал «Кракена» как лишённый глубокой идеологии, но зрелищный и динамичный фильм, который оправдывает ожидания публики. По его словам, картина получилась «упоительно нелепой», местами близкой по духу к голливудским блокбастерам Роланда Эммериха, и несмотря на абсурдность происходящего, не даёт зрителю заскучать. Попытка создать фильм в жанре кайдзю, в духе «Годзиллы» или «Монстро» оказалась неудачной, по мнению критика издания «Вокруг ТВ». Главный герой картины Кракен остался без внятного визуального воплощения, получил совсем мало экранного времени и остался за кадром.